# Dirk Löschner
Dirk Löschner (* 23. Dezember 1966 in Berlin) ist ein deutscher Theaterschauspieler, -regisseur und -intendant.

## Leben
Nach dem Abitur im Jahr 1985 studierte er von 1987 bis 1991 an der Hochschule für Schauspielkunst „Ernst Busch“ Berlin. Von 1991 bis 1992 studierte er mit einem Stipendium der französischen Regierung das Fach Schauspiel am Conservatoire national supérieur d’art dramatique in Paris. Von 1995 bis 2001 studierte er Betriebswirtschaftslehre (Schwerpunkte Marketing und Allgemeine BWL) sowie Publizistikwissenschaft und Kommunikationswissenschaft an der Freien Universität Berlin.
Von 1992 bis zum Jahr 2001 war Dirk Löschner als freier Schauspieler und Regisseur in Berlin und Potsdam tätig. In den Jahren 1998 und 1999 war er zudem Regisseur und Produktionsleiter beim „Lausitzer Opernsommer“. Ab 2001 bis 2009 war er Verwaltungsdirektor des Landestheaters Detmold; ab 2006 bis 2009 Kaufmännischer Geschäftsführer der GmbH und Geschäftsführer des Detmolder Sommertheaters. Im Jahr 2004 wurde er Gründer und künstlerischer Leiter des Puppentheater-Festivals „Figura Magica“ in Detmold. Seit 2004 ist er auch Stellvertretender Vorsitzender der Landesbühnengruppe im Deutschen Bühnenverein.
Von 2009 bis 2012 war Dirk Löschner Intendant des Theaters der Altmark/Landestheater Sachsen-Anhalt Nord. Seit 2012 ist er Intendant und Geschäftsführer des Theaters Vorpommern in Stralsund, Greifswald und Putbus.
Im Sommer 2017 wurde er zum ersten Generalintendanten des Staatstheater Nordost berufen, das zum 1. Januar 2018 aus der Fusion der Theater in Greifswald, Stralsund, Neubrandenburg und Neustrelitz entstehen sollte. Die Fusion wurde nicht vollzogen.
Mit dem Auslaufen des Vertrags im Sommer 2021 verließ Dirk Löschner das Theater Vorpommern. Sein Nachfolger wird Ballettdirektor Ralf Dörnen.
Ab August 2022 übernimmt Dirk Löschner den Posten des Generalintendanten am Theater Plauen-Zwickau.

## Familie
Dirk Löschners Bruder Sascha Löschner ist ebenfalls am Theater tätig; er folgte seinem Bruder Dirk Löschner im Jahr 2012 an das Theater Vorpommern als Chefdramaturg und Oberspielleiter Schauspiel.